# Acraea cabiroides
Acraea cabiroides är en fjärilsart som beskrevs av Edward Bagnall Poulton 1908. Acraea cabiroides ingår i släktet Acraea och familjen praktfjärilar. Inga underarter finns listade i Catalogue of Life.